# Germanische Glaubens-Gemeinschaft (Ludwig Fahrenkrog)
Die Germanische Glaubens-Gemeinschaft (GGG) war eine neopagane, germanischgläubige Vereinigung, die 1912/1913 von dem Maler und Dichter Ludwig Fahrenkrog gegründet wurde und bis 1964 bestand.

## Geschichte

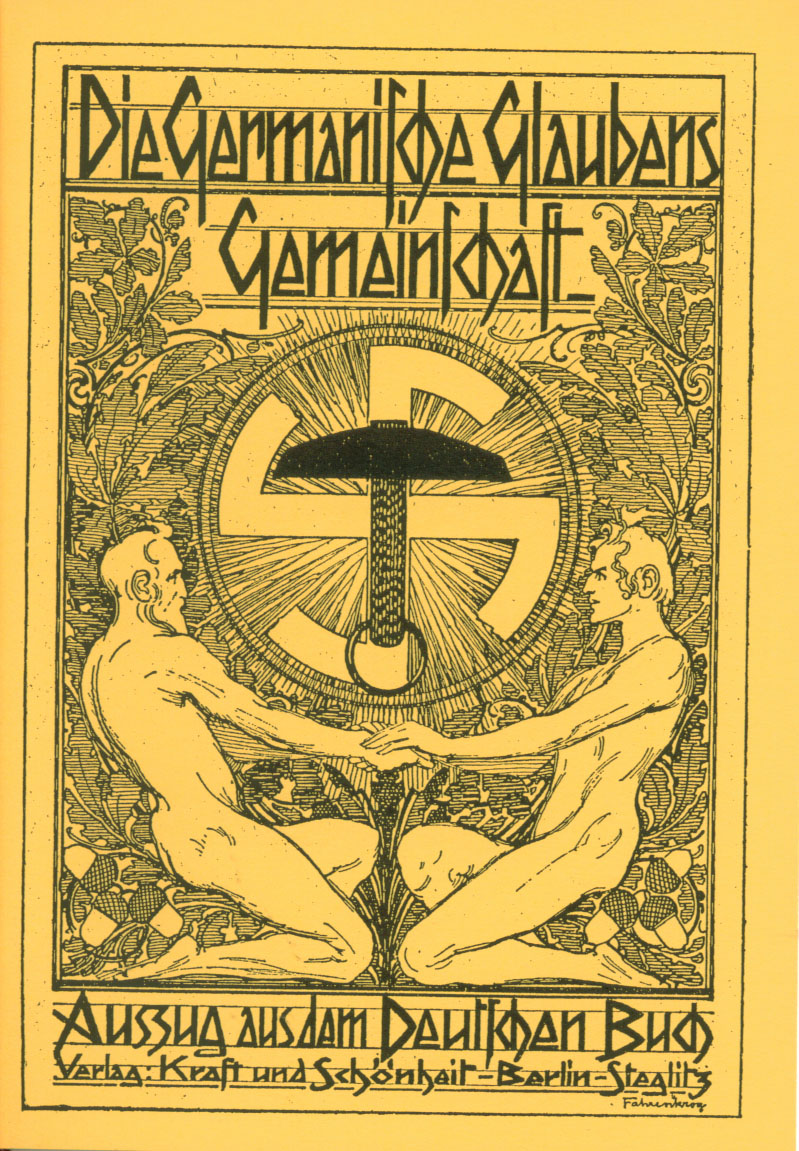
Germanische Glaubens-Gemeinschaft – Auszug aus dem deutschen Buch, Heft um 1920

In einem Aufsatz, der 1908 in der von Wilhelm Schwaner begründeten und herausgegebenen Zeitschrift Der Volkserzieher erschien, rief Ludwig Fahrenkrog zur Bildung einer „Deutsch-religiösen Gemeinde“ auf, die langfristig „die staatliche Anerkennung, Gleichwertung und Gleichstellung der Glieder dieser Gemeinschaft mit den Gliedern der Staatskirchen“ erreichen sollte. Er forderte die Leser auf, sich mit ihm in Verbindung zu setzen, wenn sie an einer Gemeinschaftsgründung zur Pflege der „Deutschen Religion“ Interesse hätten. In einem weiteren Aufsatz aus demselben Jahr nahm er zur Resonanz auf seinen Aufruf Stellung.
Fahrenkrog gründete 1907 den Bund für Persönlichkeitskultur. 1911 schloss sich Fahrenkrog, ebenso wie Schwaner, dem von Otto Sigfrid Reuter geführten „Deutschen Orden“ an (nicht zu verwechseln mit dem bereits im Mittelalter gegründeten geistlichen Ritterorden Deutscher Orden). Die Mitglieder des „Deutschen Ordens“ waren nach dessen Vereinssatzung automatisch Mitglieder der Deutschreligiösen Gemeinschaft. Die geplante Vereinigung beider Gemeinschaften scheiterte. Im Sommer 1912 gründete Fahrenkrog die 2. Deutschreligiöse Gemeinschaft. 1913 erhielt sie ihren endgültigen Namen „Germanische Glaubens-Gemeinschaft“ und ihre neue Verfassung. Ein prominentes Mitglied war der Maler der Jugendbewegung Fidus, ferner völkische Vertreter des Wandervogels. Ein Feuerheiligtum in Rattlar wurde zum Pilgerort der Gruppe, die sich gern in jugendbewegter Kleidung zeigte. Die Gemeinschaft war hierarchisch aufsteigend in Hausgemeinden mit dem Vater als „natürlichem Weihwart des Hauses“, in Ortsgemeinden, bestehend aus mindestens „einer Sippe mit besonderem Weihwart“, in Gaue oder Stämme mit jeweils einem Gauwart sowie in Gemeinschaft mit dem Hochwart, seit 1914 Ludwig Fahrenkrog, und dem Amtmann, gegliedert. In ihrem Gründungsjahr hatte die Germanische Glaubens-Gemeinschaft 80 bis 90 Mitglieder. 1914 wies die Gemeinschaft 120 bis 150 Mitglieder auf, 1918 gab es 13 Ortsgemeinden; erst zu Anfang der 1920er Jahre, die als die Blütezeit der GGG gelten dürfen, steigerte sich die Anzahl der Mitglieder erheblich. Der Verein wurde 1924 ins Vereinsregister eingetragen.
In der Anfangsphase der Weimarer Republik bis 1925 kooperierte die GGG mit der Deutschen Werkgemeinschaft Otto Dickels. Im Jahr 1932 schloss sich die Germanische Glaubensgemeinschaft der Nordisch-Religiösen Arbeitsgemeinschaft an, deren Führer Norbert Seibertz und Wilhelm Kusserow wurden. Die Nordisch-Religiöse Arbeitsgemeinschaft wollte die Nordisch-Religiösen aller Gemeinschaften sammeln, um sich die Gleichberechtigung im Staat zu erkämpfen. An der Nordisch-Religiösen Arbeitsgemeinschaft beteiligten sich neben der Germanischen Glaubens-Gemeinschaft die Nordungen, die Nordische Glaubensgemeinschaft wie auch Teile der Deutschgläubigen Gemeinschaft Otto Sigfrid Reuters mit Norbert Seibertz. Die Nordungen, die neben Norbert Seibertz wesentlich an der Gründung beteiligt waren, traten 1932 aus. Die Zahl der Mitglieder der Nordischen Glaubensgemeinschaft dürfte bei 1000 Mitgliedern gelegen haben. Die Nordisch-Religiöse Arbeitsgemeinschaft stellte sich von Anfang an in eine Front mit dem Nationalsozialismus. Das Christentum hielt sie für ein „gefährliches Einfallstor des Asiatismus, des Judentums und des Marxismus“. Im Juli 1933 stellte sie ein „Nordisches Artbekenntnis“ auf.
Nachdem die Nordisch-Religiösen im Rahmen der neuen Religionspolitik von Seiten der NSDAP aber nicht die erhoffte Förderung erfahren hatten, wurde die Nordisch-Religiöse Arbeitsgemeinschaft nach einem großen Treffen in Eisenach Ende Juni schließlich Mitglied in der im Juli 1933 gegründeten Arbeitsgemeinschaft Deutsche Glaubensbewegung (ADG), die von Jakob Wilhelm Hauer geführt wurde und nur teilweise der völkischen Bewegung zuzurechnen ist. In der ADG bildeten die Nordisch-Religiösen den radikalen Flügel und sprachen sich gegen die Beteiligung der Freireligiösen aus. 
Die von den Nordisch-Religiösen erhoffte radikale Bekämpfung der christlichen Konfessionen war jedoch nicht das Ziel der Bewegung Hauers, sondern deren Gleichberechtigung mit den Kirchen als Dritte Konfession. 
Die von den Nordisch-Religiösen geforderte Übernahme des „Nordischen Artbekenntnisses“ wurde von Hauer abgelehnt. 
Die ADG blieb ideologisch und weltanschaulich heterogen, ein Aggregat verschiedener Richtungen, deren Bestandteile bald wieder nach organisatorischer Selbständigkeit strebten. 
Trotz der Radikalisierung der ADG traten die Nordisch-Religiösen aus, nachdem im Mai 1934 die Gründung einer eigenen Organisation der Deutschen Glaubensbewegung beschlossen worden war.
Im August 1941 beteiligte sich Fahrenkrog erneut an einem Einigungsversuch der Anhänger einer arteigenen deutschen Religion außerhalb des Christentums in Erbsen bei Göttingen, zu dem auch Karl Strünckmann und Friedrich Schöll einen Aufruf beisteuerten.
Nach dem Tod Fahrenkrogs 1952 bestand die GGG noch bis 1964 und wurde im selben Jahr aus dem Vereinsregister gelöscht. Ihr letzter Vorsitzender war Ludwig Dessel.

## Lehre
Ihre spirituellen Grundlagen schöpfte die Gemeinschaft zunächst aus der Deutschen Mystik mit besonderem Schwerpunkt auf der Präsenz Gottes und des göttlichen Gesetzes im Menschen sowie auf der Naturschau als wichtigster Form der Gotteserkenntnis. Die christlichen und pro-kirchlichen Aspekte der Deutschen Mystik spielten hingegen keine Rolle.
Während diese Grundlagen sich inhaltlich für Wilhelm Schwaner, den Autor der Germanen-Bibel, vor allem in den Aussagen „deutscher Staatsmänner und Philosophen“ spiegelten, standen für Ludwig Fahrenkrog vor allem das nordische und deutsche Sagengut und die Volkskunst im Vordergrund, die er in zahlreichen Bildern und Texten porträtierte. Einen roten Faden stellte dabei das siebenbändige illustrierte Buch Gott im Wandel der Zeiten dar.
1924 stellte Fahrenkrog die Grundsätze der Germanischen Glaubens-Gemeinschaft in seinem Manifest Germanischer Glaube dar. Dieses Manifest enthält auch eine Ansprache „an die Germanen dieser Erde“, in der Fahrenkrog als Prophet zu den germanischen Völkern spricht mit dem Ziel der Umkehr und Einkehr zur eigenen Tat und eigenen Liebe im Hier und Jetzt.
Das „Bekenntnis“ der Gemeinschaft gibt in kurzen Aussagen eine Zusammenfassung dieser Lehren. Gegenüber der Altfassung ist lediglich 1992 durch den Bezug zum germanischen Polytheismus der Begriff Allgeist durch „Kräfte des Alls“ oder „Götter“ ersetzt. Dagegen ersetzt die Familientradition Fahrenkrogs, die dem Christentum wieder näher steht, den Begriff Germanen durch „Menschen“. 

„Die Germanische Glaubens-Gemeinschaft ist eine religiöse Vereinigung zur Wahrung, Förderung und Verbreitung des überlieferten und durch Forschungen erschlossenen germanischen Glaubens und Kultes.
1. Wir bekennen uns zu den Kräften des Geistes und des Lebens, die das All durchdringen und uns.
2. Und erkennen im All formbildende Kräfte des Lebens, welche die Mannigfaltigkeit aller Erscheinungen bedingen, und anerkennen daher auch alle Sondererscheinungen in ihrer Naturnotwendigkeit als Offenbarungen der Kräfte des Lebens.
3. Da aber die Wahrheit und der Sinn ihres Daseins ebenso naturnotwendig in den Erscheinungen selber liegt, so ist es auch der Sinn oder die Aufgabe aller Erscheinungen, sich zu erfüllen.
4. Also erkennen auch wir den Sinn und die Aufgabe unseres Daseins – als Samenkorn mit uns erstanden und der Erfüllung harrend – in uns liegend.
5. Mithin glauben wir und wissen, daß eine Religion der Germanen nur aus ihnen selbst erstehen kann.
6. Religion ist uns das reine, weltbejahende tat- und erkenntnisfrohe Verhältnis der Seele zu den Wesen des Alls und zu ihren Erscheinungs- und Offenbarungsformen.
7. Unsere Erkenntnis und Erfahrung der Götter als letzte Wahrheiten und Wesenheiten und als in uns und durch uns wirkende Kräfte ist uns zugleich das Wissen um ein sittliches Gesetz in uns und der Grund unseres Vertrauens auf ihre Führung und die Ursache unseres Glaubens an die hohe Bestimmung der Germanen.
8. Aus solcher Erkenntnis erkeimt uns auch der Wille zum Guten, der Wille zur Reinheit, Wahrheit und Gerechtigkeit, zur Selbsterlösung und zur Selbsterfüllung, und so ersteht uns auch der Wille zur freien, sittlichen Tat bis zur Selbstopferung.
9. Also erblicken wir in der Besinnung auf unser eigenes Wesen als den in uns sich auswirkenden besonderen Erscheinungsformen der Götter und in der Gesund- und Starkerhaltung, der Fort- und Höherentwicklung dieses Wesens zu immer reineren, edleren Formen und Zielen die vornehmste Aufgabe eines jeden Germanen innerhalb wie außerhalb der deutschen Grenzen.
10. Über das Grab hinaus aber schauen wir mit ganzem Vertrauen in die Unendlichkeit, daher wir gekommen sind. Unsere Aufgabe ist dieses Dasein zu erfüllen – sie zu bestimmen ist das Recht und die Kraft der Götter, die das All durchdringen und uns, in Zeit und Ewigkeit.“

## Glaubenspraxis, Ritus
Über die tatsächlichen rituellen Praktiken der GGG ist nur wenig dokumentiert. Besondere Bedeutung hatte in jedem Fall die „Feier der Lebensfeste im Geiste altgermanischen Glaubens“. Dafür entwarf die Gemeinschaft einen eigenen GGG-Festkalender, in dem die Feste des christlichen Kirchenjahres mit Inhalten der eigenen Religion gefüllt wurden. Im Vordergrund stand dabei vor allem das ständige Naturerlebnis.

## Bekannte Mitglieder
- Ludwig Fahrenkrog – Maler und Dichter
- Hugo Höppener (genannt Fidus) – Maler[16]
- Ernst Wachler[17] – Schriftsteller, Publizist, Dramaturg und Gründer des Harzer Bergtheaters (1903) bei Thale
- Wilhelm Schwaner (1863–1944) – Lehrer und Schriftsteller (Mitglied in der Vorläuferorganisation „Germanisch-deutsche Religionsgemeinschaft“, 1912 von Schwaner und Fahrenkrog gegründet)[18]
- Philipp Stauff[16] (1876–1923)
- Maria Grunewald[16] (1875–?)[19]
- Bruno Tanzmann[16] (1878–1939)
- Carl Weißleder[16]
- Ludwig Dessel[20] – Schriftsetzer